# タイヨー (茨城県)

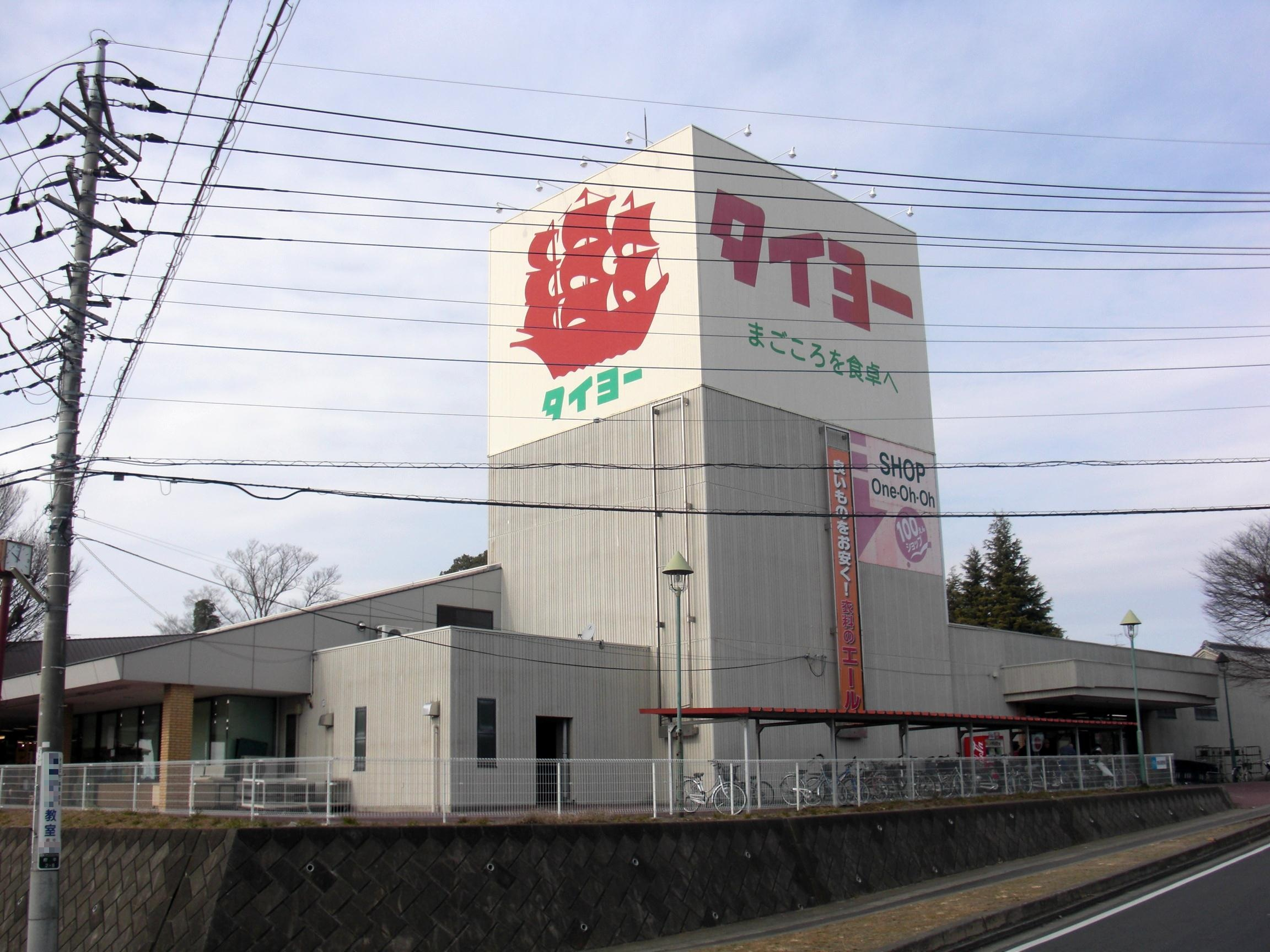
店舗の例（タイヨー石岡店）

株式会社タイヨーは、茨城県神栖市に本社を置き、同県を中心に食品スーパーを展開する企業である。

## 概要
1966年（昭和41年）、茨城県鹿島郡神栖町（現：神栖市）で個人経営の食料品店として創業したのが始まりである。
1969年（昭和44年）に店名を「大洋スーパー」に変更。
1972年（昭和47年）4月1日に「株式会社タイヨー」を設立して法人化すると共に、店名を「スーパータイヨー」に変更。

## 沿革
- 1966年（昭和41年） - 茨城県鹿島郡神栖町（現：神栖市）で個人経営の食料品店として創業[1]。
- 1969年（昭和44年） - 店名を「大洋スーパー」に変更[1]。
- 1972年（昭和47年）4月1日 - 「株式会社タイヨー」を設立し、店名を「スーパータイヨー」に変更[1]。
- 1977年（昭和52年）8月 - CGCジャパンに加盟。
- 1978年（昭和53年）12月 - 東庄店を開店し、千葉県初出店。
- 1990年（平成2年）10月 - 東陽町店を開店し[1]、都内初出店。
- 2000年（平成12年）11月 - ビッグハウス業態の1号店である旭店を開店[1]。

## 店舗展開
茨城県のほか千葉県や東京都にも店舗を展開する。
食品スーパーの「スーパータイヨー」及び「ビッグハウス」、酒の専門店「ベストリカー」を展開している。なお、ビッグハウスの名称及び業態は、岩手県盛岡市に本部を置くベル開発（後にベルプラスを経て現：ベルジョイス）が発祥であり、現在は同社及び親会社のアークスグループが権利を保有している。
各店舗の詳細については公式サイト「店舗一覧」を参照。